# Buddha eterno

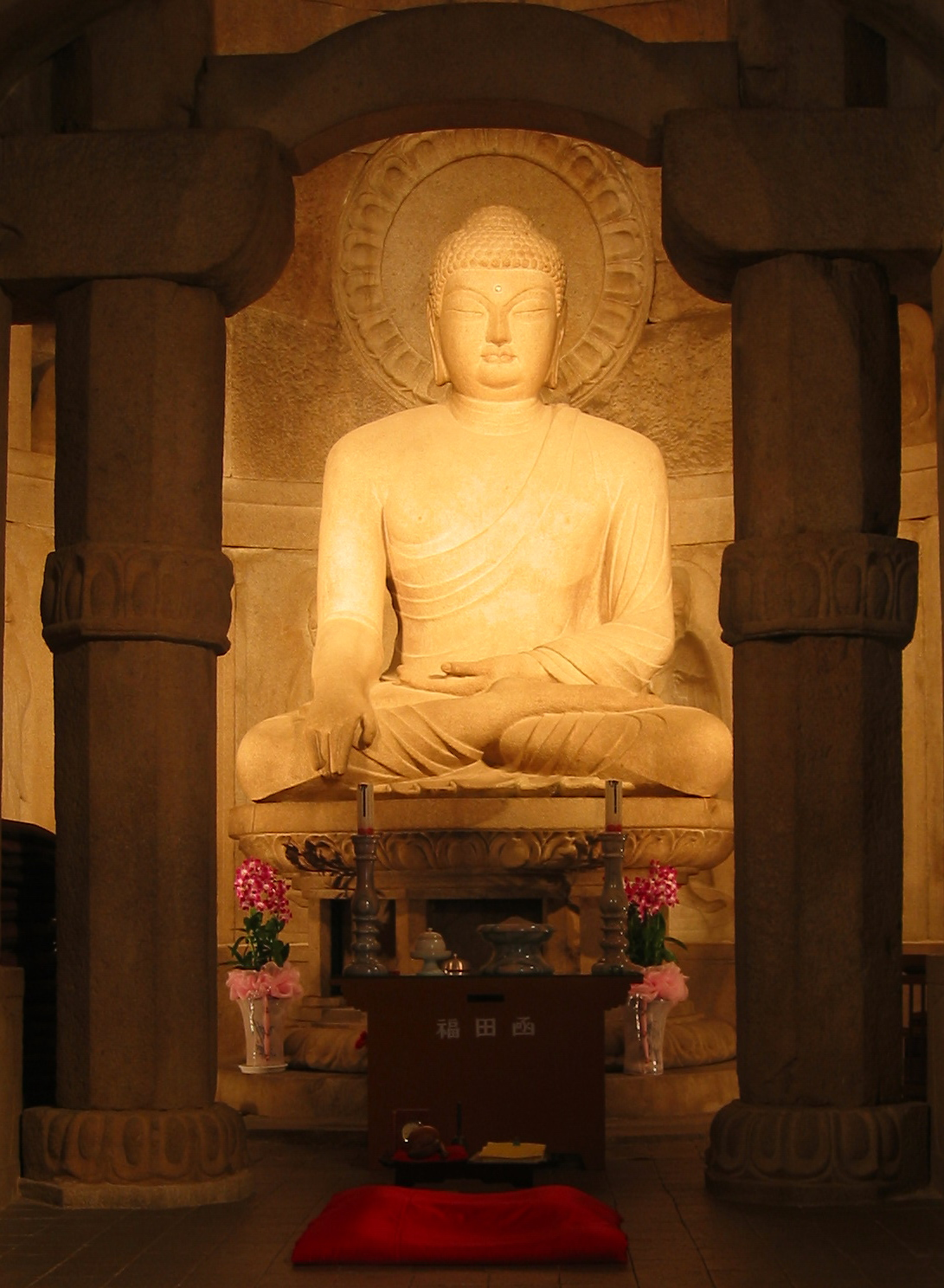
Il Buddha Śākyamuni in una immagine coreana.

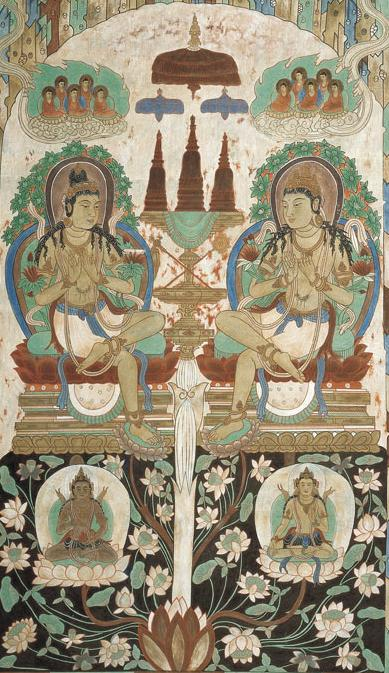
Un antico dipinto cinese, rinvenuto nelle Grotte di Yulin nei pressi di Dunhuang, che rappresenta il dialogo tra il Buddha Śākyamuni e il Buddha Prabhūtaratna riportato nel Sutra del Loto.

La nozione del Buddha eterno (lingua cinese 本佛 běnfó; lingua giapponese honbutsu; lingua coreana 본불 bonbul o ponbul; lingua vietnamita bản phật) è una dottrina buddista mahāyāna presentata per la prima volta nel XVI capitolo del Sutra del Loto e ripresa, successivamente, anche nel Mahāyāna Mahāparinirvāṇasūtra.
Nel XVI capitolo del Sutra del Loto, il Buddha Śākyamuni interrogato dal bodhisattva Maitreya durante l'assemblea sul Gṛdhrakūṭaparvata sostiene che egli da sempre ha raggiunto l'illuminazione e da sempre si attiva nelle pratiche bodhisattviche affinché gli esseri senzienti si possano salvare raggiungendo la bodhi.
(Sutra del Loto, XVI)
Michio T. Shinozaki  evidenzia come tale dottrina sia strettamente correlata a quella del Trikāya identificando nel Buddha Śākyamuni:
- il Nirmāṇakāya, il "Corpo di Emanazione": il corpo fenomenico con cui appare e predica in un dato universo in un determinato tempo. La sua origine è il Dharmakāya mentre la sua causa è la compassione nei confronti degli esseri senzienti. Esso è concreto avendo un inizio e una fine.
- il Dharmakāya, il "Corpo del Dharma", il corpo che corrisponde al piano degli insegnamenti, o della realtà ultima: immateriale, privo di forma, inconcepibile. Esso corrisponde alla vacuità della illuminazione. Riassume in sé gli altri due corpi ed è indicato anche con il termine dharmatākāya (Corpo della Realtà). Esso è universale, astratto ed eterno.
- il Saṃbhogakāya, il "Corpo di Fruizione" o "Corpo di Completo Godimento", o "Corpo di ricompensa" corrisponde al corpo del Buddha visibile ai Bodhisattva nelle Terre Pure, dotato di tutti i segni e gli attributi della Buddhità (dvātrimāśadvaralakṣaṇa). Esso è ottenuto come ricompensa, come frutto della pratica dei voti del bodhisattva e delle "perfezioni" (pāramitā), risultando sia universale ed eterno sia concreto.

Ne consegue che il Buddha storico Śākyamuni (nirmāṇakāya) identificandosi con la sua dottrina eterna (dharmakāya) diviene:
(Michio T. Shinozaki. Op.cit., pag.88)
Il Buddha Śākyamuni eterno non va in alcun modo confuso con il Dio delle religioni monoteistiche  esso è la manifestazione del Dharma e quindi non implica un'eternità che non muta mai quanto piuttosto una durata eternamente dinamica. Tale dinamismo fa sì che il Buddha Śākyamuni eterno  si riveli nella continua pratica dei bodhisattva.
(Michio T. Shinozaki. Op.cit., pag.88)
Secondo Bunsaku Kurata e Yoshiro Tamura:
(Bunsaku Kurata e Yoshiro Tamura (a cura di). Art of the Lotus Sutra. Tokyo, Kosei Publ. Co., 1987. Trad.it. in Sūtra del Loto. Un invito alla lettura (a cura di Maria Immacolata Macioti). Milano, Guerini Studio, 2001, pagg.35-52)
(Michio T. Shinozaki. Op.cit., pag.88)
L'eternità del Buddha, in questa dottrina, non è quiete perenne ma eterna attività bodhisattvica frutto della profonda compassione del Buddha nei confronti degli esseri senzienti.
(Michio T. Shinozaki. Op.cit., pag.90)
Quindi se già nel Buddismo dei Nikāya e in quello Mahāyāna si trova espresso il principio dell'unità della persona illuminata (il Buddha) e del Dharma: 
(Samyutta Nikaya. XXII, 87, tr. in., “The Wheel Publ.”, n. 318-321, Kandy, Buddhist Publ. Soc., 1985, p. 39 e tr. it., Roma, Ubaldini, 1998, p. 377 s.)
tale principio di unità (in lingua giapponese 人法一箇 ninpō-ikka) viene riaffermato allo stesso modo con riferimento al Sutra del Loto, ovvero che la persona e il Dharma si fondono nell'illuminazione, essendo il Dharma sia fondamento dell'Universo sia fondamento dell'essere umano. 

I  due Buddha (Śākyamuni e  Prabhūtaratna) presenti insieme nell'XI capitolo del Sutra del Loto rappresentano l'unità dell'aspetto soggettivo e dell'aspetto oggettivo della "mistica Legge" (Dharma): "Legge" “incarnata” nel Buddha e Buddha “incarnato” nella (e quindi “configurante” la) "Legge" quindi Dharma incarnato nel Buddha e Buddha “indharmato” nel Dharma e, come tale, Buddha eterno.